# Капела мира
Капела мира представља место у Сремским Карловцима, где је потписан Карловачки мир 1699. године. Капела мира са непосредним окружењем је проглашена културним добром од изузетног значаја за Србију.

## Карловачки мир
1699. године, после 16 година ратовања, постигнут је мир између Хабзбуршког, Пољске, Млечана и Руског царства као победника и Отоманског царства и губитника, у присуству посредника из Енглеске и Холандије. Дати догађај десио се на брду изнад Сремских Карловаца. За српску историју овај догађај од великог значаја, будући да су овим миром Хабзбуршком царству припали велики делови доње Паноније, па, самим тим, и Срем, Бачка, Барања, доња Славонија, Поморишје, као подручја са бројним српским живљем.

## Грађевина - Капела
За потребе вођења преговора подигнута је дворана од дрвета. Ту је и потписан мир. 1710. године, као спомен на дати догађај, 50-ак метара изнад датог места озидана је данашња капела. По узору на првобитну дрвену грађевину урађена су четири улаза за пролаз зараћених страна. Улаз на који су улазили Турци је у једној од каснијих обнова зазидан.
На почетку 19. века, због дотрајалости, капела је била порушена и сазидана нова која је већ 1808. проглашена државним спомеником. Радови на обнови завршени су 1814, а касније обнове су вршене 1855, 1884, 1923, 1948. године. Последња обнова десила се почетком 21. века.
Данас се капела користи у сврхе римокатоличког богослужења неколико пута годишње.
Постоји пројекат даље обнове капеле са увођењем савремених начина приказа догађаја из времена Карловачког мира (холографске, тродимензионалне илузије потписивања мира, у средишту унутрашњег простора).